# المسرخ (قارة)

تعديل مصدري - تعديل

المسرخ هي إحدى قرى عزلة قارة بمديرية قارة التابعة لمحافظة حجة، بلغ تعداد سكانها 263 نسمة حسب تعداد اليمن لعام 2004.